# Biard
Biard ist eine französische Gemeinde mit 1.908 Einwohnern (Stand: 1. Januar 2022) im Département Vienne in der Region Nouvelle-Aquitaine. Die Gemeinde gehört zum Arrondissement Poitiers und zum Kanton Poitiers-1 (bis 2015: Kanton Poitiers-6). Die Einwohner werden Biardais genannt.

## Geographie
Biard liegt etwa drei Kilometer westlich des Stadtzentrums von Poitiers am Boivre, der die südliche Gemeindegrenze bildet. Umgeben wird Biard von den Nachbargemeinden Vouneuil-sous-Biard im Norden, Süden und Westen sowie Poitiers im Osten.
Im Gemeindegebiet liegt der Flughafen Poitiers-Biard und durch das Gemeindegebiet verlaufen die Autoroute A10 und die Route nationale 10.

## Geschichte
La Butte de Biard ist eine bekannte Hinrichtungsstelle, an der zwischen dem 7. März 1942 und dem 4. Juli 1944 128 Widerstandskämpfer aus mehr als 15 Departements erschossen wurden. Alle Erschossenen, mit Ausnahme von neun kommunistischen Geiseln aus dem Camp de Rouillé, die am 7. März und 9. April 1942 hingerichtet wurden, waren von deutschen Militärgerichten zum Tode verurteilt worden.
An diese Terrorakte der deutschen Militärbehörden erinnert heute ein Denkmal in der Nähe des ehemaligen Hinrichtungsortes. (Lage)  

## Demographie
| Jahr      | 1962  | 1968  | 1975  | 1982  | 1990  | 1999  | 2006  | 2012  |
| --------- | ----- | ----- | ----- | ----- | ----- | ----- | ----- | ----- |
| Einwohner | 1.209 | 1.121 | 1.173 | 1.244 | 1.264 | 1.501 | 1.549 | 1.706 |

## Sehenswürdigkeiten
- Kirche Saint-Marc
- Mahnmal der hingerichteten Mitglieder der Resistance, in Erinnerung an die Ermordung von insgesamt 120 Widerstandskämpfer, die von den deutschen Truppen am 7. März 1942 und am 4. Oktober 1943 hier ermordet wurden
- Höhlen von Norée[3]